# José Garcia (kajakarz)
José Luís Meneses Garcia (ur. 10 lutego 1964 w Vila do Conde) – portugalski kajakarz, medalista mistrzostw świata, trzykrotny olimpijczyk.

## Kariera sportowa
Zajął 11. miejsce w wyścigu kajaków jedynek (K-1) na dystansie 10 000 metrów na mistrzostwach świata w 1987 w Duisburgu. Na igrzyskach olimpijskich w 1988 w Seulu został zdyskwalifikowany w repasażach wyścigu jedynek na 500 metrów i odpadł w półfinale wyścigu jedynek na 1000 metrów.
Zdobył brązowy medal w konkurencji K-1 na 10 000 metrów na mistrzostwach świata w 1989 w Płowdiwie, przegrywając jedynie z Attilą Szabó z Czechosłowacji i Stanisławem Borejko ze Związku Radzieckiego, a także zajął 7. miejsce w wyścigu jedynek na 1000 metrów. Na kolejnych mistrzostwach świata w 1990 w Poznaniu zajął 9. miejsca w wyścigach jedynek na 1000 metrów i na 10 000 metrów, a na mistrzostwach świata w 1991 w Paryżu 5. miejsce na 10 000 metrów i 9. miejsce na 1000 metrów.
Zajął 6. miejsce na dystansie 1000 metrów i odpadł w półfinale na 500 metrów na igrzyskach olimpijskich w 1992 w Barcelonie. Nie ukończył wyścigu na 10 000 metrów na mistrzostwach świata w 1993 w Kopenhadze, a na igrzyskach olimpijskich w 1996 w Atlancie odpadł w półfinale konkurencji K-1 na 1000 metrów i w repasażach na 500 metrów.